# 자동 시험 패턴 생성
자동 시험 패턴 생성(ATPG, Automatic Test Pattern Generation 및 Automated Test Pattern Generator)는 디지털 회로에 적용될 때 자동 테스트 장비가 입력(또는 테스트) 시퀀스를 찾는 데 사용되는 전자 설계 자동화 방법 또는 기술이다. 올바른 회로 동작과 결함으로 인한 잘못된 회로 동작을 구별할 수 있다. 생성된 패턴은 반도체 소자를 제조한 후 테스트하거나, 고장 원인 파악(고장 분석)을 보조하는 데 사용된다. ATPG의 효율성은 감지 가능한 모델링된 결함 또는 결함 모델의 수와 생성된 패턴의 수로 측정된다. 이러한 지표는 일반적으로 테스트 품질(결함 감지가 많을수록 높음) 및 테스트 적용 시간(패턴이 많을수록 높음)을 나타낸다. ATPG 효율성은 고려 중인 결함 모델, 테스트 중인 회로 유형(전체 스캔, 동기 순차 또는 비동기 순차), 테스트 중인 회로를 표현하는 데 사용되는 추상화 수준(게이트, 레지스터-전송, 스위치) 및 필요한 테스트 품질의 영향을 받는 또 다른 중요한 고려 사항이다.

## 같이 보기
- ASIC
- 내장 자체시험
- JTAG
- 초고속 집적회로